# Vievis (stacja kolejowa)
Vievis – stacja kolejowa w miejscowości Jewie, w rejonie elektreńskim, w okręgu wileńskim, na Litwie. Znajduje się na linii kolejowej Wilno – Kowno.
Położona jest na północy miasta, w pobliżu drogi A1.

## Historia
Stacja powstała w XIX w. na biegnącymi tu w jednym przebiegu kolejami libawsko-romeńską i Wierzbołów-Wilno. Jewie położone były między stacjami Żośle i Landwarów
W okresie międzywojennym była ostatnim punktem zatrzymywania się pociągów na Litwie, przed granicą z Polską. Na podstawie podpisanej w 1938 polsko-litewskiej umowy o komunikacji kolejowej została stacją graniczną. Zdecydowano wówczas o rozbudowie stacji w celu przeprowadzania tu kontroli celno-granicznych towarów i podróżnych podróżujących do i z Polski. Stacją graniczną po stronie polskiej był Landwarów (od 1940 miały być nią Zawiasy, co z powodu wybuchu II wojny światowej nie doszło do skutku).